# 나이절 플레이너
나이절 플레이너(영어: Nigel Planer, 1953년 2월 22일 ~ )는 영국의 성우, 배우, 연출가, 극작가, 대학 교수이다.
1977년 연극배우 첫 데뷔하였다.